# Zaza (Sektor)
Zaza ist ein Sektor innerhalb des Distrikts Ngoma in der Ostprovinz von Ruanda.

## Geographie
Zaza hat eine Fläche von 61,6 km² und liegt auf einer Höhe von etwa 1430 m. Er unterteilt sich in die drei Zellen Nyagatugunda, Ruhembe und Ruhinga. Nachbarsektoren sind im Norden Mugesera, im Nordosten Karembo, im Osten Gashanda, im Süden Sake und im Westen Rukumberi. Im Südwesten und Norden liegt der Sektor am Mugesera-See.

## Bevölkerung
Nach Stand der Volkszählung von 2022 liegt die Einwohnerzahl bei 27.836. Zehn Jahre zuvor waren es 23.478, was einem jährlichen Bevölkerungszuwachs von 1,7 Prozent zwischen 2012 und 2022 entspricht.

## Verkehr
Im Osten verläuft eine District Road durch den Sektor.